# Fareed Haque
Fareed Haque es un guitarrista de jazz estadounidense, afincado en Chicago, Illinois.

## Educación
Nació en Chicago en 1963. Su padre era de Pakistán, su madre era de Chile. Cuando era niño, viajó con sus padres por todo el mundo, pasando tiempo en España, Francia e Irán, además de Pakistán y Chile. En 1981 recibió una beca de guitarra de la Universidad Estatal del Norte de Texas, donde estudió guitarra de jazz. Lo dejó después de un año y estudió guitarra clásica en la Universidad Northwestern. En Northwestern, se unió al grupo de jazz fusión Chevere de Howard Levy. Levy le presentó al saxofonista cubano Paquito D'Rivera, quien se convirtió en un amigo y mentor de toda la vida. 

## Primeros álbumes
A finales de la década de 1980, Rivera le presentó a Sting, quien recientemente había fundado el sello discográfico Pangaea. Haque grabó dos álbumes para Pangea, Voices Rising y Manresa, y realizó una gira con Sting. Grabó Majestad, un álbum inédito para Warner Bros. Records que incluía a John Patitucci, Lenny Castro, Russell Ferrante, Michael Landau y Carlos Vega. Luego firmó con Blue Note Records, hizo los álbumes en solitario Sacred Addiction, Opaque y Deja Vu, y grabó tres álbumes con Javon Jackson. También tocó con Joey Calderazzo, Joe Henderson, Bob James, Herbie Mann y Cassandra Wilson. 

## Grupos diversos
En Northwestern, fue miembro de Chevere, un grupo de fusión latina, y en su álbum Reunión tocó con el trompetista cubano Arturo Sandoval, el pianista panameño Danilo Pérez y el percusionista puertorriqueño Giovanni Hidalgo. Se unió al grupo de jazz fusión Zawinul Syndicate después de que Bob Belden, un productor de Blue Note Records, le presentara a Joe Zawinul. The Syndicate incluía al vocalista armenio Arto Tunçboyacıyan, el baterista Paco Sery de Costa de Marfil y el bajista estadounidense Matt Garrison. Fue miembro de la banda india de fusión Summit, dirigida por el saxofonista George Brooks y que incluía al intérprete de tabla indio Zakir Hussain. 
En 2001, fundó Garaj Mahal, una banda de improvisación que tocaba una combinación de jazz, rock y funk que evolucionó a partir de los diversos orígenes musicales de sus miembros. La banda incluía al bajista alemán Kai Eckhardt.  Garaj Mahal realizó una gira por Estados Unidos durante diez años y lanzó varios álbumes. En 2007 ganó un Premio de Música Independiente. Dos años más tarde, Haque fue nombrado mejor guitarrista del mundo por Guitar Player. 
Mientras grababa para Garaj Mahal, descubrió la guitarra Moog y la música electrónica y formó la banda MathGames.  Comenzó The Flat Earth Ensemble como una exploración de sus raíces indias.  Debido a la herencia de sus padres, creció escuchando música de la India y Pakistán. También cita como influencia a la banda Shakti, liderada por John McLaughlin, y su álbum Natural Elements (1977). 
Grabó con Goran Ivanovic, cuya música a veces se llama jazz balcánico. Ivanovic nació en la ex Yugoslavia de padre serbio y madre croata, aunque, al igual que Haque, reside en Chicago.  Haque e Ivanovic tocaron la guitarra clásica en sus dúos Macedonian Blues (2003) y Seven Boats (2004). 
Desde 2019 hasta 2021 y más allá, Fareed Haque y el laudista Wanees Zarour reiniciaron la Orquesta de Inmigrantes de Chicago, con el estímulo y el apoyo financiero del Chicago World Music Festival y la Old Town School of Folk Music. (La encarnación original de la orquesta se desarrolló entre 1999 y 2004, dirigida por Willy Schwartz). Haque y Zarour reclutaron a otros músicos locales para que se unieran a ellos, y Haque también se desempeña como concertino.  

## Música clásica
Escribió el "Doble Concierto de Lahara" para guitarra, sitar y tabla. Lo interpretó en 2004 con la Chicago Sinfonietta y el músico de tabla Ustad Zakir Hussain. Compuso el "Gamelan Concerto" como una pieza de guitarra clásica encargada para el Fulcrum Point New Music Project de Chicago. Con la Filarmónica de Chicago ofreció un concierto en el que interpretó conciertos para guitarra de Heitor Villa-Lobos y Aranjuez. 
De 1988 a 2019, fue profesor de jazz y guitarra clásica en la Universidad del Norte de Illinois. También imparte lecciones de guitarra interactivas a través de Internet. 

## Discografía
- Voices Rising (Pangaea, 1988)
- Manresa (Pangaea, 1989)
- Sacred Addiction (Blue Note, 1993)
- Opaque (Blue Note, 1995)
- Déjà Vu (Blue Note, 1997)
- Macedonian Blues con Goran Ivanovic (Proteus, 2001)
- Seven Boats: Music for Two Guitars (Proteus, 2004)
- Plays Classical Guitar (Wahdude Music, 2004)
- Cosmic Hug (Magnitude, 2005)
- Flat Planet (Owl, 2008)
- Trance Hypothesis (Delmark, 2013)
- Out of Nowhere con Billy Hart y George Mraz (Charleston Square, 2013)
- New Latin American Music for Guitar and String Quartet with Kaia String Quartet (Delmark, 2018)
- IndoBalkan with Goran Ivanovic (Delmark, 2020)
- Return to the Joyous Lake (Wahdude Music, 2022)